# Mesomima pulchra
Mesomima pulchra là một loài bướm đêm trong họ Geometridae.